# Azúcar Moreno
Azúcar Moreno est un groupe musical espagnol, originaire de Badajoz, Estrémadure. Il est formé en 1983 par les sœurs Toñi et Encarna Salazar.

## Histoire

### Débuts
Les sœurs débutent leur carrière musicale en faisant les refrains de leurs frères, Los Chunguitos, jusqu’en 1982, où elles sont rapprochées par une maison de disque. En 1984, elles enregistrent leur premier disque Con la miel en los labios. Ce disque s’est vendu à 50 000 exemplaires en Espagne.
En 1986, elles lancèrent Estimulante puis en 1988, Carne de Melocotón fut le troisième disque des sœurs Salazar. C’est dans cet album que Debajo del Olivo deviendra le premier succès au niveau national avec plus de 80 000 exemplaires vendus pour cet album.

### Participation à l'Eurovision
En 1990, elles participent au concours de l'Eurovision qui se déroule au Zagreb, avec leur chanson Bandido, composée et produite par Jaime Stinus y Raúl Orellana et finit 5e. Après leur passage à l’Eurovision, les sœurs Salazar deviennent encore plus célèbres et se font un nom dans la communauté gitane. Face au succès du duo, Emilio Estefan les remarque et veut les produire, car l’homme qui avait ouvert la clé du marché anglo-saxon de la musique latine, voit en Azúcar Moreno un potentiel.
Le travail d’Emilio Estefan et d’Azúcar Moreno se reflète dans El amor sorti en 1994. Le succès de deux sœurs commencent à être tel qu’il est impossible de suivre le rythme d’un album par an. Pour conquérir un grand nombre de fans, elles font des tournées à travers l’Amérique latine. Elles commencent leur tournée par l'Argentine. Grâce à leurs concerts donnés en Espagne et à leurs nombreux engagements télévisés à travers l’Europe et l’Extrême-Orient, elles deviennent encore plus célèbres qu’elles ne l’étaient, et par conséquent, leurs albums connaissent un grand succès.

### Séparation temporaire
Toñi et Encarna Salazar ont tenté une carrière en solitaire. C’est le 27 novembre 2007 que les sœurs Salazar ont annoncé leur retrait temporaire dans le monde de la musique. Encarna est tombée malade, elle a eu un cancer du sein en 2007 et a dû subir la chimiothérapie. Toñi Salazar se lance alors dans une carrière en solitaire pendant la guérison de sa sœur.
Encarna tentera elle aussi, après s’être soignée, sa carrière en solo.  

### Retour
En 2013, elles organisent leur réconciliation avec leurs frères, Los Chunguitos, sur le tournage de Tu cara me suena. Les sœurs Salazar se réunissent donc à nouveau pour une tournée en Espagne et en Amérique latine. Par la suite, elles annoncent un nouvel album pour 2017. En 2019, elles participent à l’émission de téléréalité Supervivientes en Espagne (équivalent de Koh-Lanta en France), diffusé sur les canaux de télévision espagnole. Mais après seulement 17 jours de tournage, elles abandonnent l’émission. Elles avaient l’intention de se servir de cette émission pour relancer leur carrière musicale. Elles ont eu des tensions et sont partis sans grandes explications. Les sœurs tiennent toujours à rajouter que leur abandon n’était pas injustifié. Mais le présentateur, Jorge Javier, ne l’entend pas de la même façon. Toñi et Encarna, en abandonnant l’émission, n’ont pas perçu l’argent. Si elles avaient été jusqu’à la finale, chacune des sœurs Azúcar Moreno aurait pu empocher la somme de 120 000 euros. Mais à la suite de leur abandon prématuré, elles pourraient être sanctionnées financièrement par la production de l’émission.
Depuis ce tournage, les deux sœurs rencontrent des difficultés. En effet, Toñi doit payer une dette importante à son avocate pour mener à bien sa procédure de divorce avec Roberto Liano. Mais ce n’est pas tout, elle a même engagé un litige contre sa propre sœur, Encarna. Malgré tout, en 2020, les deux sœurs lanceront un nouvel album inédit, appelé El Secreto produit par BMG. En 2022, elles participent au Benidorm Fest, la sélection nationale espagnole pour le concours Eurovision de la chanson 2022, avec la chanson Postureo. Elles sont éliminées lors de la 1ère demi-finale. En décembre 2021, il est annoncé que le duo était l'un des candidats du Benidorm Fest pour représenter l'Espagne à l'Eurovision 2022 à Turin avec la chanson Postureo.

## Discographie

### Albums studio
- 1984 : Con la miel en los labios (EMI)
- 1986 : Estimúlame (EMI)
- 1988 : Carne de melocotón (CBS/Epic)
- 1990 : Bandido (CBS/Epic)
- 1991 : Mambo (Sony/Epic)
- 1992 : Ojos negros (Sony/Epic)
- 1994 : El Amor (Sony/Epic)
- 1996 : Esclava de tu piel (Sony/Epic)
- 1998 : Olé (Sony/Epic)
- 2000 : Amén (Sony/Epic)
- 2002 : Únicas (Sony/Epic)
- 2003 : Desde el principio (Sony)
- 2006 : Bailando con Lola (EMI/Capitol Records)
- 2020 : El Secreto

### Compilation
- 1997 : Mucho Azúcar, Grandes éxitos (Sony/Epic)

### Certifications
| Année de sortie | Albums                    | Nombre d'exemplaires vendus | Récompenses |
| --------------- | ------------------------- | --------------------------- | ----------- |
| 1984            | Con la miel en los Labios | 50 000                      | x1 Or       |
| 1986            | Estimúlame                | 50 000                      | x1 Or       |
| 1988            | Carne de Melocotón        | 80 000                      | x1 Or       |
| 1990            | Bandido                   | +1 500 000                  | x15 Platine |
| 1991            | Mambo                     | 400 000                     | x4 Platine  |
| 1992            | Ojos Negros               | 400 000                     | x4 Platine  |
| 1994            | El Amor                   | 800 000                     | x8 Platine  |
| 1996            | Esclava de tu Piel        | 700 000                     | x7 Platine  |
| 1998            | Olé                       | 200 000                     | x2 Platine  |
| 2000            | Amén                      | 300 000                     | x3 Platine  |
| 2001            | Únicas                    | 400 000                     | x4 Platine  |
| 2003            | Desde el Principio        | 80 000                      | x1 Or       |
| 2006            | Bailando con Lola         | 50 000                      | x1 Or       |